# Дрізд принсипійський
Дрізд принсипійський (Turdus xanthorhynchus) — вид горобцеподібних птахів родини дроздових (Turdidae). Ендемік острова Принсіпі біля узбережжя Західної Африки. Його природним середовищем проживання є субтропічні або тропічні вологі рівнинні ліси та субтропічні або тропічні вологі гірські ліси.

## Поширення
Таксон був відкритий в 1901 році. Спершу вважався підвидом дрозда острівного (Turdus olivaceofuscus). Після відсутності записів з 1920-х років його повторно відкрили в 1997 році, відтоді з'ясовано, що він пов'язаний із залишками місцевого лісу на півдні острова, де його мало. Зараз він вважається окремим видом, а не підвидом T. olivaceofuscus.